# Gaston Doumergue
Pierre Paul Henri Gaston Doumergue (Aigues-Vives, 1 de agosto de 1863 – Aigues-Vives, 18 de junho de 1937) foi uma figura política francesa cujo mandato como 13º presidente da Terceira República foi marcado pela quase constante instabilidade política. 

## Carreira
Após servir como funcionário na Indochina e África (1885–1893), foi eleito membro Radical-Socialista da Câmara dos Deputados de Nîmes (1893). Em junho de 1902, foi nomeado para o primeiro de seus 11 cargos ministeriais. Em 1910, foi eleito para o senado. Em 13 de dezembro de 1913, formou seu próprio gabinete e, embora tenha desmoronado dentro de sete meses, permaneceu em vários cargos ministeriais até março de 1917. Então retornou ao senado e foi seu presidente até sua eleição à presidência em 13 de junho de 1924.
A vitória presidencial de Doumergue veio como uma rejeição ao Cartel des Gauches, uma coalizão de partidos de esquerda, que acabara de ganhar uma substancial vitória parlamentar. Por isso, seu mandato foi marcado por constantes problemas ministeriais - havia 15 gabinetes diferentes - bem como graves tensões sociais causadas pelo início da Grande Depressão. Em fevereiro de 1934, três anos depois de deixar a presidência, foi convocado para formar um novo governo, mas seus planos para uma União Nacional (Union Nationale), uma ampla coalizão de todos os partidos, e reformas constitucionais não tiveram sucesso. Renunciou em 8 de novembro de 1934 e se aposentou completamente da vida política.

## Primeiro Ministério de Doumergue, 9 de dezembro de 1913 - 9 de junho de 1914
Ver Gabinete Doumergue I
- Gaston Doumergue - Presidente do Conselho e Ministro das Relações Exteriores
- Joseph Noulens - Ministro da Guerra
- René Renoult - Ministro do Interior
- Joseph Caillaux - Ministro das Finanças
- Albert Métin – Ministro do Trabalho e Previdência Social
- Jean-Baptiste Bienvenu-Martin – Ministro da Justiça
- Ernest Monis - Ministro da Marinha
- René Viviani – Ministro da Instrução Pública e Belas Artes
- Maurice Raynaud - Ministro da Agricultura
- Albert Lebrun - Ministro das Colônias
- Fernand David – Ministro das Obras Públicas
- Louis Malvy - Ministro do Comércio, Indústria, Correios e Telégrafos

Mudanças
- 17 de março de 1914 - René Renoult sucede Caillaux como Ministro das Finanças. Louis Malvy sucede a Renoult como Ministro do Interior. Raoul Péret sucede Malvy como Ministro do Comércio, Indústria, Correios e Telégrafos.
- 20 de março de 1914 - Armand Gauthier de l'Aude sucede a Monis como Ministro da Marinha.

## O Segundo Ministério de Doumergue, 9 de fevereiro a 8 de novembro de 1934
Ver Gabinete Doumergue II
- Gaston Doumergue – Presidente do Conselho
- Louis Barthou - Ministro das Relações Exteriores
- Philippe Pétain - Ministro da Guerra
- Albert Sarraut - Ministro do Interior
- Louis Germain-Martin – Ministro das Finanças
- Adrien Marquet – Ministro do Trabalho
- Henri Chéron - Ministro da Justiça
- François Piétri - Ministro da Marinha Militar
- William Bertrand - Ministro da Marinha Mercante
- Victor Denain - Ministro da Aeronáutica
- Aimé Berthod - Ministro da Educação Nacional
- Georges Rivollet - Ministro das Pensões
- Henri Queuille - Ministro da Agricultura
- Pierre Laval - Ministro das Colônias
- Pierre Étienne Flandin - Ministro das Obras Públicas
- Louis Marin - Ministro da Saúde Pública e Educação Física
- André Mallarmé – Ministro dos Correios, Telégrafos e Telefones
- Lucien Lamoureux - Ministro do Comércio e Indústria
- Édouard Herriot - Ministro de Estado
- André Tardieu – Ministro de Estado

Mudanças
- 13 de outubro de 1934 - Pierre Laval sucede Barthou (assassinado em 9 de outubro) como Ministro das Relações Exteriores. Paul Marchandeau sucede Sarraut como Ministro do Interior. Louis Rollin sucede Laval como Ministro das Colônias.
- 15 de outubro de 1934 - Henri Lémery sucede a Chéron como Ministro da Justiça.